# Траут-Крік (Монтана)
Траут-Крік (англ. Trout Creek) — переписна місцевість (CDP) в США, в окрузі Сендерс штату Монтана. Населення — 277 осіб (2020).

## Географія
Траут-Крік розташований за координатами 47°50′3″ пн. ш. 115°35′1″ зх. д. / 47.83417° пн. ш. 115.58361° зх. д. (47.834182, -115.583667).  За даними Бюро перепису населення США в 2010 році переписна місцевість мала площу 6,82 км², з яких 4,78 км² — суходіл та 2,04 км² — водойми.

## Демографія
Згідно з переписом 2010 року, у переписній місцевості мешкали 242 особи в 118 домогосподарствах у складі 68 родин. Густота населення становила 36 осіб/км².  Було 168 помешкань (25/км²).
Расовий склад населення:
| - 94,6 % — білих - 2,1 % — корінних американців - 0,4 % — азіатів |

До двох чи більше рас належало 2,9 %. Частка іспаномовних становила 0,8 % від усіх жителів.
За віковим діапазоном населення розподілялося таким чином: 15,3 % — особи молодші 18 років, 59,9 % — особи у віці 18—64 років, 24,8 % — особи у віці 65 років та старші. Медіана віку мешканця становила 53,0 року. На 100 осіб жіночої статі у переписній місцевості припадало 126,2 чоловіків;  на 100 жінок у віці від 18 років та старших — 118,1 чоловіків також старших 18 років.
Середній дохід на одне домашнє господарство  становив 31 197 доларів США (медіана — 27 292), а середній дохід на одну сім'ю — 33 800 доларів (медіана — 27 292). Медіана доходів становила 35 313 долари для чоловіків та 21 429 доларів для жінок. За межею бідності перебувало 28,6 % осіб, у тому числі 52,2 % дітей у віці до 18 років та 0,0 % осіб у віці 65 років та старших.
Цивільне працевлаштоване населення становило 40 осіб. Основні галузі зайнятості: освіта, охорона здоров'я та соціальна допомога — 52,5 %, публічна адміністрація — 17,5 %, сільське господарство, лісництво, риболовля — 12,5 %, роздрібна торгівля — 10,0 %.